# Jemmes
Jemmes Bruno Ribeiro da Silva (Rosário Oeste, 9 aprile 2000) è un calciatore brasiliano, difensore del Mirassol in prestito dal Vila Nova.

## Carriera
Cresciuto nel settore giovanile del Taquaritinga, ha debuttato in prima squadra il 7 aprile 2019 nell'incontro del Campeonato Paulista Segunda Divisão perso 1-0 contro il Catanduvense. Nel 2020 è stato ceduto in prestito al Capivariano, venendo acquistato definitivamente al termine della stagione. Nel 2021 e nel 2022 è stato prestato rispettivamente ad União Suzano e Rio Branco-SP, mentre nel 2023, dopo aver aiutato il club a vincere il Campionato Paulista A3, è passato in prestito all'Athletic dove ha debuttato in Série D.
Nel 2024 è stato ceduto in prestito al Vila Nova dove ha trascorso una stagione da titolare in Série B segnando 3 reti in 35 incontri. Riscattato a fine stagione, nel 2025 è stato ceduto in prestito al Mirassol, appena promosso in Série A.

## Statistiche

### Presenze e reti nei club
Statistiche aggiornate al 19 aprile 2025.
| Stagione           | Squadra            | Campionato         | Campionato | Campionato | Coppe nazionali | Coppe nazionali | Coppe nazionali | Coppe continentali | Coppe continentali | Coppe continentali | Altre coppe | Altre coppe | Altre coppe | Totale | Totale | Totale |
| Stagione           | Squadra            | Comp               | Pres       | Reti       | Comp            | Pres            | Reti            | Comp               | Pres               | Reti               | Comp        | Pres        | Reti        | Pres   | Reti   |        |
| ------------------ | ------------------ | ------------------ | ---------- | ---------- | --------------- | --------------- | --------------- | ------------------ | ------------------ | ------------------ | ----------- | ----------- | ----------- | ------ | ------ | ------ |
| 2019               | Taquaritinga       | SD/SP              | 11         | 0          | -               | -               | -               | -                  | -                  | -                  | -           | -           | -           | 11     | 0      |        |
| 2020               | Capivariano        | A3/SP              | 1          | 0          | -               | -               | -               | -                  | -                  | -                  | -           | -           | -           | 1      | 0      |        |
| 2021               | Capivariano        | A3/SP              | 15         | 0          | -               | -               | -               | -                  | -                  | -                  | -           | -           | -           | 15     | 0      |        |
| 2021               | União Suzano       | SD/SP              | 8          | 1          | -               | -               | -               | -                  | -                  | -                  | -           | -           | -           | 8      | 1      |        |
| 2022               | Capivariano        | A3/SP              | 20         | 0          | -               | -               | -               | -                  | -                  | -                  | -           | -           | -           | 20     | 0      |        |
| 2022               | Rio Branco-SP      | SD/SP              | 8          | 1          | -               | -               | -               | -                  | -                  | -                  | -           | -           | -           | 8      | 1      |        |
| 2023               | Capivariano        | A2/SP              | 24         | 0          | -               | -               | -               | -                  | -                  | -                  | -           | -           | -           | 24     | 0      |        |
| 2023               | Athletic           | D                  | 16         | 2          | CB              | 0               | 0               | -                  | -                  | -                  | -           | -           | -           | 16     | 2      |        |
| 2024               | Capivariano        | A1/SP              | 15         | 1          | -               | -               | -               | -                  | -                  | -                  | -           | -           | -           | 15     | 1      |        |
| Totale Capivariano | Totale Capivariano | Totale Capivariano | 75         | 1          |                 | -               | -               |                    | -                  | -                  |             | -           | -           | 75     | 1      |        |
| 2024               | Vila Nova          | B                  | 35         | 3          | CB              | 0               | 0               | -                  | -                  | -                  | -           | -           | -           | 35     | 3      |        |
| 2025               | Mirassol           | A1/SP+A            | 3+5        | 0          | CB              | 0               | 0               | -                  | -                  | -                  | -           | -           | -           | 8      | 0      |        |
| Totale carriera    | Totale carriera    | Totale carriera    | 161        | 8          |                 | 0               | 0               |                    | -                  | -                  |             | -           | -           | 161    | 8      |        |

## Palmarès

### Club

#### Competizioni statali
- Campeonato Paulista Série A3: 1

Capivariano: 2023